# Terceto
Terceto é, na literatura, um tipo de estrofe que contém três versos.

## Terceto encadeado
Também chamado terza rima ou terça rima, é uma variante de especial fortuna, criada pelo poeta toscano Dante Alighieri para o seu extenso poema narrativo Divina Comédia, é o terceto encadeado ou terceto dantesco, formado por tercetos que vão introduzindo uma rima consoante nova no seu verso central em cada terceto a partir do segundo: ABA BCB CDC DED EFE... de forma que existam três versos com cada rima (salvo a rima inicial e a final, que têm só dois versos) até que se termine com uma quadra final: YZYZ.
Esta estrofe aparece na Idade Média, mas o seu auge corresponde principalmente ao Renascimento, que o emprega para a poesia culta (éclogas, elegias, epístolas, sátiras...), continuando com pujança até aos nossos dias. A sua versatilidade é tão grande que o torna apto para todo tipo de tema, ainda que se prefira para os géneros da epístola ou do poema didáctico.
Foi utilizado amplamente por Camões em diversos poemas, em especial no famoso "O sulmonense Ovídio, desterrado":
O sulmonense Ovídio, desterrado
Na aspereza do Ponto, imaginando
Ver-se de seus parentes apartado,
Sua cara mulher desamparando,
Seus doces filhos, seu contentamento,
De sua pátria os olhos apartando;
Não podendo encobrir o sentimento,
Aos montes e às águas se queixava
De seu escuro e triste nacimento.
O curso das estrelas contemplava
E como, por sua ordem, discorria
O céu, o ar e a terra adonde estava.
Os peixes pelo mar nadando via,
As feras pelo monte, procedendo
Como seu natural lhes permitia.
De suas fontes via estar nascendo
Os saudosos rios de cristal,
À sua natureza obedecendo.
Assi só, de seu próprio natural
Apartado, se via em terra estranha,
A cuja triste dor não acha igual.
Só sua doce Musa o acompanha,
Nos versos saudosos que escrevia,
E lágrimas com que ali o campo banha.
Destarte me afigura a fantasia
A vida com que vivo, desterrado
Do bem que noutro tempo possuía.
(...)

## Tercetos do soneto
Após os oito primeiros versos do soneto petrarquista, vêm sempre dois tercetos de rima consoante livre, contudo a distribuição mais frequente das suas rimas é CDE CDE ou CDC DCD.